# Pedicellarum paiei
Pedicellarum es un género monotípico de plantas con flores de la familia Araceae. Su única especie:  Pedicellarum paiei M.Hotta, es originaria de Borneo.

## Taxonomía
Pedicellarum paiei fue descrito por Mitsuru Hotta y publicado en Acta Phytotaxonomica et Geobotanica 27: 61. 1976.